# Либеральная лига (Япония)
Либеральная лига (яп. 自由連合 Дзию: Рэнго:) — либеральная партия свободного рынка в Японии. Это была небольшая партия, которая на пике своего развития занимала одно место в Палате представителей парламента. Лига, название которой также можно перевести как «Лига свободы» или «Либертарианский союз» (хотя ее официальный английский перевод — Либеральная лига), имела либеральную и либертарианскую политическую повестку свободного рынка.
Партия была сформирована в 1994 году и на первых выборах получила несколько мест; однако на парламентских выборах 2003 г. она выиграла только одно место. На выборах в верхнюю палату в июле 2004 года она не получила мест.
Во внутренней политике партия поддерживала приватизацию и меньшее правительство, но также призывала к расширению прав женщин. Она поддерживала правительство по большинству вопросов и, несмотря на критику тесных отношений Японии с США, поддерживала войну в Ираке. В основном партию поддерживали фермеры. Лига поддерживала правительство (состоящее из Либерально-демократической партии и Комэйто) по большинству вопросов неофициально.
Во внутренней политике партия была либеральной.
На выборах в нижнюю палату 2005 года единственный действующий член парламента от Либеральной лиги отказался баллотироваться на переизбрание. Вскоре после этого партия распалась.